# Phryxe urbana
Phryxe urbana là một loài ruồi trong họ Tachinidae.